# Německé volby do spolkového sněmu 2017
Ve volbách do Německého spolkového sněmu, jež se konaly 24. září 2017, tj. v řádném termínu čtyři roky po volbách v roce 2013, se rozhodovalo především o následném zastoupení politického uskupení CDU/CSU vedeného stávající německou kancléřkou Angelou Merkelovou na jedné straně a SPD, jeho dosavadním koaličním partnerem pod vedením Martina Schulze na straně druhé, jimž média před volbami přisuzovala naději na volební úspěch. S napětím se očekávaly výsledky dvou v předchozím období v Bundestagu nezastoupených stran, a to tradiční FDP a nové krajně pravicové Alternativy pro Německo.

## Výsledky voleb

Rozdělení mandátů v Bundestagu: CDU/CSU: 246 křesel, SPD: 153 křesel, AfD: 94 křesel, FDP: 80 křesel, Strana německé Levice: 69 křesel, Zelení: 67 křesel

Ve volbách zvítězila koalice CDU/CSU, jež získala 33 % odevzdaných hlasů, jako druhá v pořadí se umístila se ziskem 20, 5 % SPD a jako třetí pak Alternativa pro Německo (AfD), jež získala hlasy od 12, 6 % oprávněných voličů. Na čtvrtém místě se usadila s 10, 7 % hlasů Svobodná demokratická strana (FDP), následována se ziskem 9, 2 % německou stranou Levice (Die Linke). Svaz 90/Zelení oslovili 8, 9 % elektorátu. Voličů, oprávněných zúčastnit se těchto voleb, bylo 61 675 529. Volební účast pak činila 76,2 % (46 973 799 voličů).
|                        | CDU/CSU          | SPD           | AfD               | FDP               | Die Linke       | B’90/Grüne                  |
| ---------------------- | ---------------- | ------------- | ----------------- | ----------------- | --------------- | --------------------------- |
| Volební lídr           | Angela Merkelová | Martin Schulz | Alexander Gauland | Christian Lindner | Dietmar Bartsch | Katrin Göringová-Eckardtová |
| Počet hlasů            | 15 317 344       | 9 539 381     | 5 878 115         | 4 999 449         | 4 279 270       | 4 158 400                   |
| Podíl                  | 32,9 % ▼         | 20,5 % ▼      | 12,6 % ▲          | 10,7 % ▲          | 9,2 % ▲         | 8,9 % ▲                     |
| Počet mandátů          | 246              | 153           | 94                | 80                | 69              | 67                          |
| Předchozí volby (2013) | 41,5 % (311)     | 25,7 % (193)  | 4,7 % (0)         | 4,8 % (0)         | 8,6 % (64)      | 8,4 % (63)                  |

### Podrobné výsledky
| Politická strana                    | První hlasy (osobnosti) | První hlasy (osobnosti) | První hlasy (osobnosti) | Druhé hlasy (strany) | Druhé hlasy (strany) | Druhé hlasy (strany) | Celkový počet | Celkový počet |  |
| Politická strana                    | Hlasů                   | %                       | Mandátů                 | Hlasů                | %                    | Mandátů              | Mandátů       | +/–           |  |
| ----------------------------------- | ----------------------- | ----------------------- | ----------------------- | -------------------- | -------------------- | -------------------- | ------------- | ------------- |  |
| Křesťanskodemokratická unie         | 14 027 804              | 30,2                    | 185                     | 12 445 832           | 26,8                 | 15                   | 200           | ▼ 55          |  |
| Sociálnědemokratická strana Německa | 11 426 613              | 24,6                    | 59                      | 9 538 367            | 20,5                 | 94                   | 153           | ▼ 40          |  |
| Alternativa pro Německo             | 5 316 095               | 11,5                    | 3                       | 5 877 094            | 12,6                 | 91                   | 94            | ▲ 94          |  |
| Svobodná demokratická strana        | 3 248 745               | 7,0                     | 0                       | 4 997 178            | 10,7                 | 80                   | 80            | ▲ 80          |  |
| Levice                              | 3 966 035               | 8,6                     | 5                       | 4 296 762            | 9,2                  | 64                   | 69            | ▲ 5           |  |
| Zelení                              | 3 717 436               | 8,0                     | 1                       | 4 157 564            | 8,9                  | 66                   | 67            | ▲ 4           |  |
| Křesťansko-sociální unie Bavorska   | 3 255 604               | 7,0                     | 46                      | 2 869 744            | 6,2                  | 0                    | 46            | ▼ 10          |  |
| Ostatní kandidující subjekty        | 1 422 306               | 3,1                     | 0                       | 2 324 316            | 5,0                  | 0                    | 0             | 0             |  |
|                                     |                         |                         |                         |                      |                      |                      |               |               |  |
| Platné hlasy                        | 46 380 638              | 98,7                    | 299                     | 46 506 807           | 99,0                 | 410                  | 709           | ▲ 78          |  |
| Neplatné hlasy                      | 593 161                 | 1,3                     |                         | 466 942              | 1,0                  |                      |               |               |  |
| Celkem voličů                       | 46 973 799              | 76,2                    |                         |                      |                      |                      |               |               |  |
| Zdroj: Bundeswahlleiter.de          |                         |                         |                         |                      |                      |                      |               |               |  |

## Situace před volbami
Ve volbách v roce 2013 získaly dohromady skoro polovinu mandátů společně kandidující Křesťanskodemokratická unie (CDU) a Křesťansko-sociální unie Bavorska (CSU) (dohromady 311 mandátů) a následně si jako koaličního partnera vybrali další v pořadí – Sociálnědemokratickou stranu Německa (SPD, 193 mandátů), protože jejich dřívější koaliční partner, Svobodná demokratická strana (FDP), získal jen 4,8 % a nepřekročil tak uzavírací klauzuli 5 % a nezískal žádné mandáty. Kromě těchto stran se do parlamentu dostaly ještě Levice a Svaz 90/Zelení.
Předvolební průzkumy na začátku roku 2017 předpokládaly opět vítězství dvojice CDU/CSU, ale s propadem ze 41 % někam do okolí 35 %. I druhá koaliční strana, Sociální demokraté, si podle nich měla pohoršit, z 25 % na přibližně 22 %. U Levice i Zelených se shodně očekával
zhruba o jedno procento vyšší zisk, tedy každá ze stran by získala 10 %. Nejvýraznější vzestup měla podle průzkumů zaznamenat Alternativa pro Německo, která získala v roce 2013 jen 4,7 % a nově by měla dosáhnout až na přibližně 14 % hlasů. Ostatními stranami je ovšem vnímána jako krajní a má tedy velmi malý koaliční potenciál.
Na základě průzkumů se spekulovalo o možném pokračování velké koalice CDU/CSU s SPD, o koalici CDU/CSU se Zelenými a Svobodnými (tj. tzv. Jamajské koalici), ale i možnosti levicové koalice Levice, SPD a Zelených.

## Volební systém

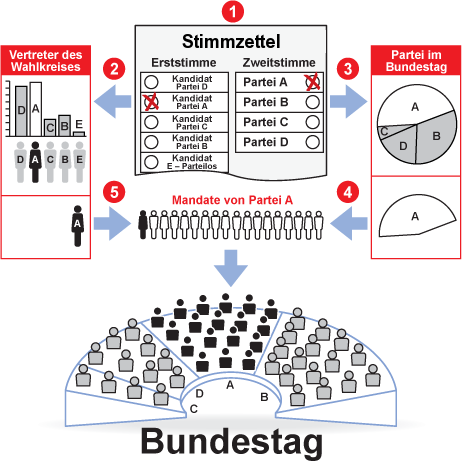
Znázornění volebního systému do Bundestagu

Do německého Spolkového sněmu se volí proporčním volebním systémem s proměnným množstvím mandátů. Každý volič má dva volební hlasy, první hlas odevzdává konkrétní osobnosti, druhý hlas pak volební straně. Hlasy pro jednotlivé osobnosti se sčítají v rámci jednomandátových volebních obvodů, kterých je celkem 299. Kandidát s největším počtem hlasů v tomto obvodu se stává poslancem Spolkového sněmu.
Proporcionalita výsledků je pak zajištěna hlasy udělenými jednotlivým volebním stranám. Strany, které obdržely v určitém spolkovém státě méně mandátů za první hlasy, dostávají pak další mandáty tak, aby celkový podíl mandátů v tomto spolkovém státě odpovídal podílu odevzdaných druhých hlasů jednotlivým volebním stranám. Z tohoto důvodu je množství rozdělovaných mandátů ve volbách do spolkového sněmu proměnlivé, nominální počet mandátů je 598, nicméně přesně 598 poslanců by bylo zvoleno pouze v případě, že by volební výsledky za jednomandátové okrsky byly za celé spolkové země dokonale proporcionální.
Čím více některá strana uspěje v mandátech obdržených za první hlasy na úkor proporcionality získané z druhých hlasů, tím více vzniká dodatečných mandátů a tím větší je pak také Spolkový sněm.